# Prevence alergie
Rozvoj alergických onemocnění můžeme ovlivnit na 3 třech úrovních. Preventivní opatření jsou tedy rozdělována na primární, sekundární a terciární. 

## Primární cesty prevence
Primární prevence se zaměřuje na ovlivnění počáteční cesty rozvoje alergie během období před porodem. A je zaměřena na celou populaci.
Během těhotenství se doporučuje zdravě stravovat, nekouřit, redukovat venkovní vzdušné polutanty, doplňovat deficity ve výživě, např. vitamín D3. V případě výskytu alergie v rodině je vhodné zabránit vystavení organismu alergenům. Doporučuje se kojit bez speciálních diet ze strany matky.
Doporučuje se výlučně kojit do 4. měsíce věku. V tomto období by se nemělo dětské střevo setkat s jinou bílkovinou než z mateřského mléka. Mezi čtvrtým až šestým měsícem se objevuje tzv. „toleranční okno“. Během těchto dvou měsíců by měly být postupně zařazovány nemléčně složky potravy za pokračujícího kojení. Kojením se zachovají podmínky tolerance ve střevě i podmínky pro postupný rozvoj střevní mikrobioty a zařazováním nemléčné stravy se vytvoří tolerance k těmto potravinám.
Stejně jako kauzální léčba alergie (např. specifická alergenová terapie), tak i výzkum zaměřený na aktivní prevenci alergie využívá faktory indukující toleranci. K rozvoji alergie přispívá kromě genetického podkladu i vnímavost k osídlování střev a přirozené setkávání s mikroby. Za vznik alergie může být částečně zodpovědné i pozměněné složení střevní mikrobioty. To může být v raných stádiích života pozměněno pomocí probiotik. Použití probiotik jako prevence bylo mnohokrát popisováno v různých studiích. Mikrobiotu je během života těžké měnit a proto byly probiotika ve většině studií podávány matkám před porodem nebo dětem po narození. Rozsáhlá bezpečnostní analýza neprokázala zvýšené zdravotní riziko při použití probiotik pro prevenci alergie. Ve většině studií, které využily kmeny Lactobacilllus  nebo Bifidobacterie, dokázaly snížení výskytu ekzému, ale neprokázaly snížení výskytu alergické rýmy nebo astmatu (viz tabulka). Ve studii, kdy byl použit nepatogenní kmen Escherichia coli, došlo ke snížení výskytu alergií i připsání dalších výhod- poklesu bakteriálních patogenů ve střevě a zmírnění zánětlivých procesů nebo posílení imunologické i neimunologické střevní bariéry. Použití probiotik je podporováno u vysoce rizikových jedinců na úrovni těhotných žen, žen kojících rizikové jedince i rizikových novorozenců. Ale vzhledem k tomu, že zatím nebyl efekt probiotik dostatečně dokázán, je tato cesta prevence doporučena zdravým jedincům a používané kmeny by měly být plně charakterizovány a měla by být plně otestována bezpečnost jejich používání.    
| Autor              | Probiotický kmen                               | Efekt                                    |
| ------------------ | ---------------------------------------------- | ---------------------------------------- |
| Isolauri           | Bifidobacterium lactis Lactobacillus rhamnosus | Redukce ekzému Redukce ekzému            |
| Kalliomäki         | Lactobacillus rhamnosus                        | Redukce ekzému Senzibilizace bez redukce |
| Kopp               | Lactobacillus rhamnosus                        | Opakující se epizody alergie             |
| Kukkonen           | Směs probiotik                                 | Redukce ekzému Senzibilizace bez redukce |
| Lodinová-Žádníková | Escherichia coli K24:H31:O83                   | Redukce alergie                          |

## Sekundární cesty prevence
Opatření zahrnutá do sekundární prevence jsou určeny atopickým jedincům, tak jinak těm, u kterých je zvýšené riziko rozvoje alergie. Pomocí nich bychom měli předcházet rozvoji samotného alergického onemocnění- ve zkratce se tedy jedná o eliminaci alergenů a dalších spouštěcích vlivů. V okolí atopického jedince by se mělo hodně větrat, minimalizovat množství roztočů v domácím prostředí a nemít domácí zvíře. Doporučuje se léčit ekzém a včasným léčením infekcí horních cest dýchacích předcházet rozvoji astmatu.

## Terciární cesty prevence
Zavedením terciárních preventivních opatření se snažíme minimalizovat zhoršení onemocnění eliminací příčinných alergenů. Např. zaměnit mléko hypoalergenní náhražkou.